# Alia Atkinson
Alia Shanee Atkinson (Saint James, 11 de diciembre de 1988) es una deportista jamaicana que competia  en natación, especialista en el estilo braza.
Ganó dos medallas en el Campeonato Mundial de Natación de 2015 y diez medallas en el Campeonato Mundial de Natación en Piscina Corta entre los años 2012 y 2018.
Participó en cinco Juegos Olímpicos de Verano, entre los años 2004 y 2020, ocupando el cuarto lugar en Londres 2012 y el octavo en Río de Janeiro 2016, en la prueba de 100 m braza.
En diciembre de 2021 anunció su retirada de la natación profesional.

## Palmarés internacional
| Campeonato Mundial                  | Campeonato Mundial | Campeonato Mundial | Campeonato Mundial |
| Año                                 | Lugar              | Medalla            | Prueba             |
| ----------------------------------- | ------------------ | ------------------ | ------------------ |
| 2015                                | Kazán (Rusia)      | Medalla de plata   | 50 m braza         |
| 2015                                | Kazán (Rusia)      | Medalla de bronce  | 100 m braza        |
| Campeonato Mundial en Piscina Corta |                    |                    |                    |
| Año                                 | Lugar              | Medalla            | Prueba             |
| 2012                                | Estambul (Turquía) | Medalla de plata   | 50 m braza         |
| 2012                                | Estambul (Turquía) | Medalla de plata   | 100 m braza        |
| 2014                                | Doha (Catar)       | Medalla de oro     | 100 m braza        |
| 2014                                | Doha (Catar)       | Medalla de plata   | 50 m braza         |
| 2016                                | Windsor (Canadá)   | Medalla de oro     | 50 m braza         |
| 2016                                | Windsor (Canadá)   | Medalla de plata   | 50 m braza         |
| 2016                                | Windsor (Canadá)   | Medalla de bronce  | 100 m estilos      |
| 2018                                | Hangzhou (China)   | Medalla de oro     | 50 m braza         |
| 2018                                | Hangzhou (China)   | Medalla de oro     | 100 m braza        |
| 2018                                | Hangzhou (China)   | Medalla de bronce  | 100 m estilos      |